# Leão de Belfort

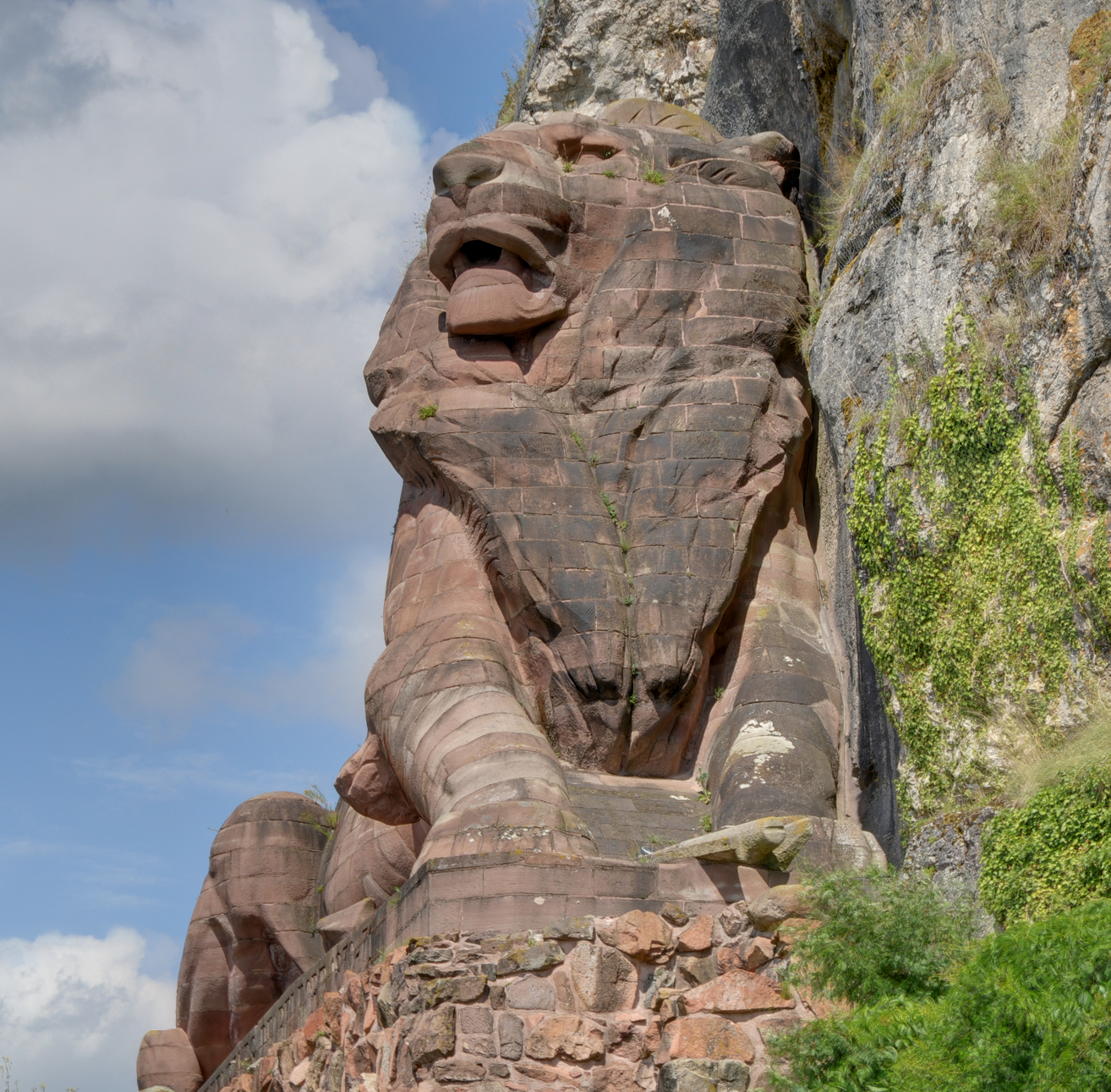
Leão de Belfort.

O Leão de Belfort é uma escultura monumental de Frédéric Bartholdi, também escultor da Estátua da Liberdade. Ela está localizada em Belfort, na França. O trabalho colossal é de 22 metros de comprimento e 11 metros de altura e domina a paisagem local. 

## A escultura
Foi terminado em 1880 e é inteiramente feita de arenito vermelho. Os blocos de que é feito foram esculpidos individualmente e movidos sob o castelo de Belfort para serem montados.  
O leão simboliza a heroica resistência francesa durante o cerco de Belfort, um assalto prussiano de 103 dias (de dezembro de 1870 a fevereiro de 1871). A cidade foi protegida de 40.000 prussianos por apenas 17.000 homens (apenas 3.500 eram militares) liderados pelo coronel Denfert-Rochereau.
Em 2001 a escultura passou por uma restauração, devido a ação da poluição.
Réplicas menores estão expostas no centro da Place Denfert-Rochereau em Paris, e no centro de Montreal, no Canadá.